# Khobeyneh-ye Soflá
Khobeyneh-ye Soflá (persiska: Khobeyneh-ye Pā’īn, خبینه سفلی) är en ort i Iran.   Den ligger i provinsen Khuzestan, i den västra delen av landet, 600 km sydväst om huvudstaden Teheran. Khobeyneh-ye Soflá ligger 15 meter över havet och antalet invånare är 327.
Terrängen runt Khobeyneh-ye Soflá är mycket platt.Runt Khobeyneh-ye Soflá är det ganska tätbefolkat, med 144 invånare per kvadratkilometer. Närmaste större samhälle är Jongīyeh, 13,1 km nordost om Khobeyneh-ye Soflá. Trakten runt Khobeyneh-ye Soflá består till största delen av jordbruksmark.